# Park Sung-soo
Park Sung-soo (19 maggio 1970) è un ex arciere sudcoreano.

## Palmarès
- Giochi olimpici

Seoul 1988: oro nella gara a squadre e argento nell'individuale